# Polykrates

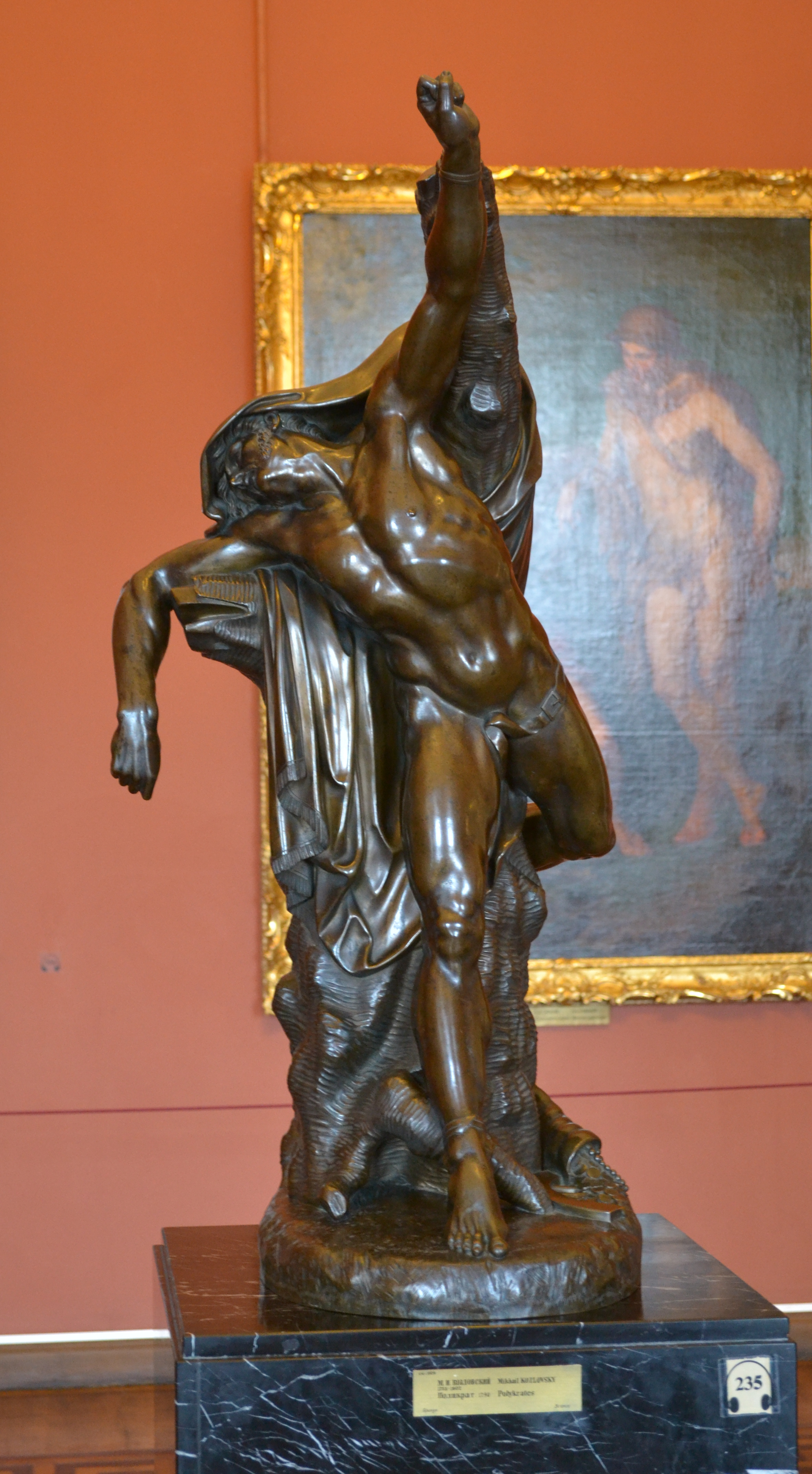
Tượng Polykrates của M.Kozlovsky (1790, bảo tàng Nga)

Polykrates (/pəˈlɪkrəˌtiːz/; tiếng Hy Lạp: Πολυκράτης), con trai của Aeaces, là bạo chúa đảo Samos từ khoảng năm 538 TCN đến 522 TCN. Ông nổi tiếng như một chiến binh tàn nhẫn và nhà bảo trợ tích cực cho khoa học và nghệ thuật xứ này.

## Thời kỳ cầm quyền
Polykrates lên nắm quyền trong một lễ hội thờ thần Hera với hai người em của mình là Pantagnotus và Syloson, nhưng ngay sau đó Pantagnotus bị giết và Syloson bị lưu đày để ông tự thâu tóm toàn bộ quyền hành trong tay mình. Polykrates tập hợp một hạm đội hải quân gồm 100 thuyền penteconters, trở thành lực lượng hải quân hùng mạnh nhất trong thế giới Hy Lạp –– Herodotus nói rằng Polykrates là người cai trị Hy Lạp đầu tiên hiểu rõ tầm quan trọng của sức mạnh trên biển –– và một đội quân gồm 1.000 cung thủ, và với lực lượng này mà ông định tiến hành một kế hoạch để đem tất cả các hòn đảo Hy Lạp và các thành phố Ionia nằm dưới sự cai trị của mình. Nhằm theo đuổi mục tiêu này, ông đã chinh phục nhiều hòn đảo và thị trấn, gây chiến thành công chống lại Miletus và Lesbos. Rồi lập một liên minh với Vua Amasis xứ Ai Cập.
Dưới thời Polykrates người Samos đã phát triển một chuyên môn kỹ thuật và công nghệ ở mức độ phi thường thời Hy Lạp cổ đại. Họ xây dựng một hệ thống dẫn nước dưới dạng một đường hầm dài 1100 mét mà vẫn có thể được nhìn thấy và gọi là Đường hầm Eupalinos.  Công trình này được xây dựng bởi hai đội thợ xây đường hầm từ phía đối diện của một sườn núi gặp nhau ở giữa với sai lệch chỉ sáu feet—một kỹ thuật đáng chú ý vào thời đó, và một trong đó có thể phản ánh các kỹ năng hình học thực tế mà người Samos đã học hỏi được từ người Ai Cập. Polykrates cũng tài trợ xây dựng một ngôi đền lớn thờ thần Hera gọi là Heraion, mà Amasis dâng lên nhiều quà tặng, và dài 346 feet là một trong ba ngôi đền lớn nhất trong thế giới Hy Lạp vào thời điểm đó, và ông còn cho nâng cấp bến cảng thủ đô Pythagorion của mình, ra lệnh xây dựng một con đê chắn sóng nước sâu dài gần một phần tư dặm, mà vẫn còn được sử dụng để trú ẩn thuyền đánh cá Hy Lạp đến ngày nay.
Còn theo Carl Sagan, Polykrates vốn ban đầu làm nghề giao hàng, sau đó trở thành hải tặc xuyên quốc gia. Có tiếng là người bảo trợ hào phóng cho khoa học, nghệ thuật và kỹ thuật. Nhưng ông đàn áp thần dân, gây chiến với các nước láng giềng và rất sợ bị xâm lược. Do đó ông cho xây bao quanh kinh đô một tường thành lớn dài khoảng 6 km mà di tích vẫn còn lại cho tới ngày nay. Để vận chuyển nước từ các con suối xa qua thành lũy, ông ra lệnh đào một đường hầm lớn. Đường hầm dài một kilômét, xuyên qua một quả núi. Người ta đào hầm từ hai đầu và gặp nhau gần như chính xác ở đoạn giữa. Công cuộc xây dựng này phải mất chừng mười lăm năm mới hoàn thành, nó là chứng cứ hùng hồn về kỹ thuật xây dựng thời ấy và thể hiện khả năng thực tiễn tuyệt vời của người Ionia. Nhưng cũng còn mặt khuất đáng xấu hổ của thành tựu này: đường hầm một phần được xây dựng bởi những nô lệ bị xích, mà nhiều người trong đó bị các con tàu cướp biển của Polykrates bắt được.

## Hoạt động tôn giáo và văn hóa
Một lợi ích nữa mà Polykrates tung hạm đội hải quân hùng mạnh của ông là kiểm soát đảo Delos, một trong những trung tâm tôn giáo quan trọng nhất ở Hy Lạp, nắm được trấn này sẽ thúc đẩy tuyên bố lãnh đạo người Hy Lạp Ionia của Polykrates. Năm 522 TCN Polykrates tổ chức lễ hội đôi bất thường nhằm tôn vinh thần Apollo xứ Delos và của Delphi; người ta đã gợi ý rằng bài ca Homeric Hymn to Apollo, đôi khi được gán cho nhà thơ Cynaethus đảo Chios, được sáng tác nhân dịp này. Polykrates sống trong cảnh xa hoa lộng lẫy và là một người bảo trợ các nhà thơ Anacreon và Ibycus. Triết gia Pythagoras cũng ở trên đảo Samos dưới thời ông nhưng đã rời bỏ đến Croton khoảng năm 531 TCN, có lẽ do không hài lòng với chế độ độc tài của ông. Polykrates cũng ra sức thu hút nhân tài đến với mình, đôi khi bằng cách cung cấp các khoản trợ cấp hào phóng, một loạt các thợ thủ công và chuyên gia nổi tiếng trên khắp thế giới Hy Lạp, bao gồm Eupalinos, kiến trúc sư của Đường hầm, người quê quán ở Megara, y sĩ trứ danh Demodocus xứ Croton, Rhoikos kiến trúc sư của đền Heraion, và thợ kim khí lão luyện Theodoros, người đã làm ra một cái chén bằng bạc nổi tiếng mà Croesus dâng lên Delphi và được Herodotus tả lại trong bộ sử của mình, và cũng là người tạo nên chiếc nhẫn là sở hữu cá nhân quý giá nhất của Polykrates. Polykrates đã thiết lập một thư viện trên đảo Samos, và thể hiện một cách tiếp cận tinh vi vào quá trình phát triển kinh tế, bằng việc nhập khẩu các giống cừu, dê và chó cải tiến từ những nơi khác trong thế giới Hy Lạp.

## Số phận của Polykrates

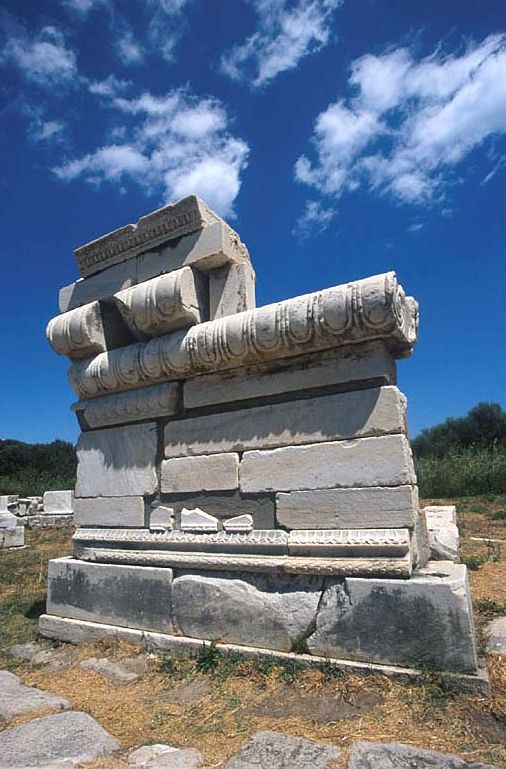
Heraion, Samos

Theo Herodotus cho biết, Amasis nghĩ rằng Polykrates quá thành công, và khuyên ông nên vứt bỏ bất cứ thứ gì mà ông coi là có giá trị nhất để thoát khỏi sự đảo ngược của vận may. Polykrates nghe theo lời khuyên và ném một chiếc nhẫn đính ngọc bích xuống biển; tuy nhiên, vài ngày sau, một ngư dân bắt được một con cá lớn mà anh ta muốn đem chia sẻ cho tên bạo chúa. Trong khi các đầu bếp của Polykrates chuẩn bị làm cá để ăn, họ phát hiện ra chiếc nhẫn bên trong nó. Polykrates bảo Amasis về vận mạng tốt lành của mình, và Amasis ngay lập tức phá vỡ liên minh của họ, tin rằng một người may mắn như vậy cuối cùng sẽ chuốc lấy một kết cuộc thảm hại.
Có nhiều khả năng là liên minh này đã kết thúc bởi vì Polykrates liên minh với vua Ba Tư Cambyses II chống lại Ai Cập. Bởi thời gian này, Polykrates đã gầy dựng một hạm đội 40 tàu trireme, có thể trở thành nhà nước Hy Lạp đầu tiên với một đội tàu như vậy. Ông đã cung cấp số lính thủy cho những triremes này mà ông cho là nguy hiểm về mặt chính trị, và ra chỉ thị Cambyses phải hành quyết họ; những người lưu vong nghi ngờ kế hoạch của Polykrates và quay trở lại từ Ai Cập để tấn công tên bạo chúa. Họ đánh bại Polykrates trên biển nhưng không thể chiếm được hòn đảo này. Sau đó họ lên đường đến lục địa Hy Lạp và liên minh với Sparta và Corinth, đã kéo quân xâm chiếm hòn đảo này. Sau 40 ngày họ đành bỏ dỡ cuộc bao vây không thành công.
Herodotus cũng kể câu chuyện về cái chết của Polykrates. Gần cuối triều đại Cambyses, thống đốc Sardis, Oroetus, đã lên kế hoạch giết Polykrates, bởi vì ông không thể thêm Samos vào lãnh thổ của Ba Tư, hoặc bởi vì Polykrates được cho là làm nhục sứ giả Ba Tư. Dù gì đi nữa, Polykrates được mời đến Magnesia, nơi Oroetus sinh sống, và bất chấp những lời cảnh báo tiên tri của con gái ông, dường như đã mơ thấy ông bị treo người trên cao, được Zeus rửa sạch và Thần Mặt Tời Helios xức dầu, ông ra đi và bị ám sát. Tập quán này không được Herodotus ghi lại, vì nó dường như là một kết thúc không đáng kể cho một tên bạo chúa sống vinh quang, nhưng có thể đã bị đóng cọc xuyên người và xác chết của ông thì bị đóng đinh. Lời tiên tri đã được hoàn thành như khi trời mưa, ông đã được 'Zeus rửa sạch' và khi mặt trời chiếu sáng ông đã được 'Helios xức dầu', khi hơi ẩm đổ ra từ cơ thể ông.

## Polykrates trong văn hóa về sau
Polykrates được nhắc đến trong bài thơ stanza nổi tiếng của thi hào Byron có tên gọi "Quần đảo Hy Lạp:"
Làm đầy chén bằng rượu Samos nào! 
  Chúng ta sẽ không nghĩ về những khúc nhạc như thế này!
Bỗng hóa thành khúc ca thiêng liêng của Anacreon:
  Hắn ta phụng sự—mà lại phụng sự Polykrates— 
Một bạo chúa; nhưng là vỹ nhân của chúng ta về sau
Ít ra là vậy, hỡi đồng bào tôi ơi.
Chiếc nhẫn của Polykrates (tiếng Đức: Der Ring des Polykrates) là một bản ballad trữ tình do Friedrich Schiller viết vào tháng 6 năm 1797 và được xuất bản lần đầu tiên vào năm 1798 trong tác phẩm xuất bản hàng năm Musen-Almanach. Nói về sự thành công lớn nhất đưa ra lý do cho nỗi lo sợ thảm họa. Schiller đã dựa vào các tài liệu viết về số phận của Polykrates, bạo chúa xứ Samos, trong Lịch sử của Herodotus, quyển III.
Vở opera đầu thế kỷ 20 Der Ring des Polykrates của Erich Wolfgang Korngol kể lại câu chuyện về Polykrates như một truyền thuyết đương đại.